# Jocurile timpului
Jocurile timpului (în spaniolă El Ministerio del Tiempo, cu sensul de Ministerul Timpului) este un serial TV spaniol cu călătorii în timp care a avut premiera la 24 februarie 2015 pe canalul principal La 1 al TVE.  Trei eroi, Julián Martínez, Amelia Folch și Alonso de Entrerríos, formează o echipă de investigații în cadrul fictivului Minister al Timpului și străbat istoria Spaniei, unde se întâlnesc cu figuri celebre, printre care regina Isabela de Castilia, Miguel de Cervantes, Lope de Vega și Pablo Picasso.
La 24 martie 2015, s-a confirmat că TVE a reînnoit serialul pentru un al doilea sezon. Serialul a fost reînnoit pentru un al treilea sezon la 22 septembrie 2016. La 29 decembrie 2016, s-a anunțat că RTVE a vândut drepturile către Netflix pentru a difuza al treilea sezon la nivel internațional, în afara Spaniei, ceea ce a dus la un buget de producție mai mare.
Serialul a fost reînnoit pentru un al patrulea sezon, care a început să fie difuzat de televiziunea spaniolă la 5 mai 2020. Se știe că HBO a dobândit drepturile de difuzare ale serialului, cel puțin pe HBO Spania și HBO Portugalia.
În România, serialul a fost difuzat pe canalul TVR 1 (momentan doar primele trei sezoane).

## Prezentare

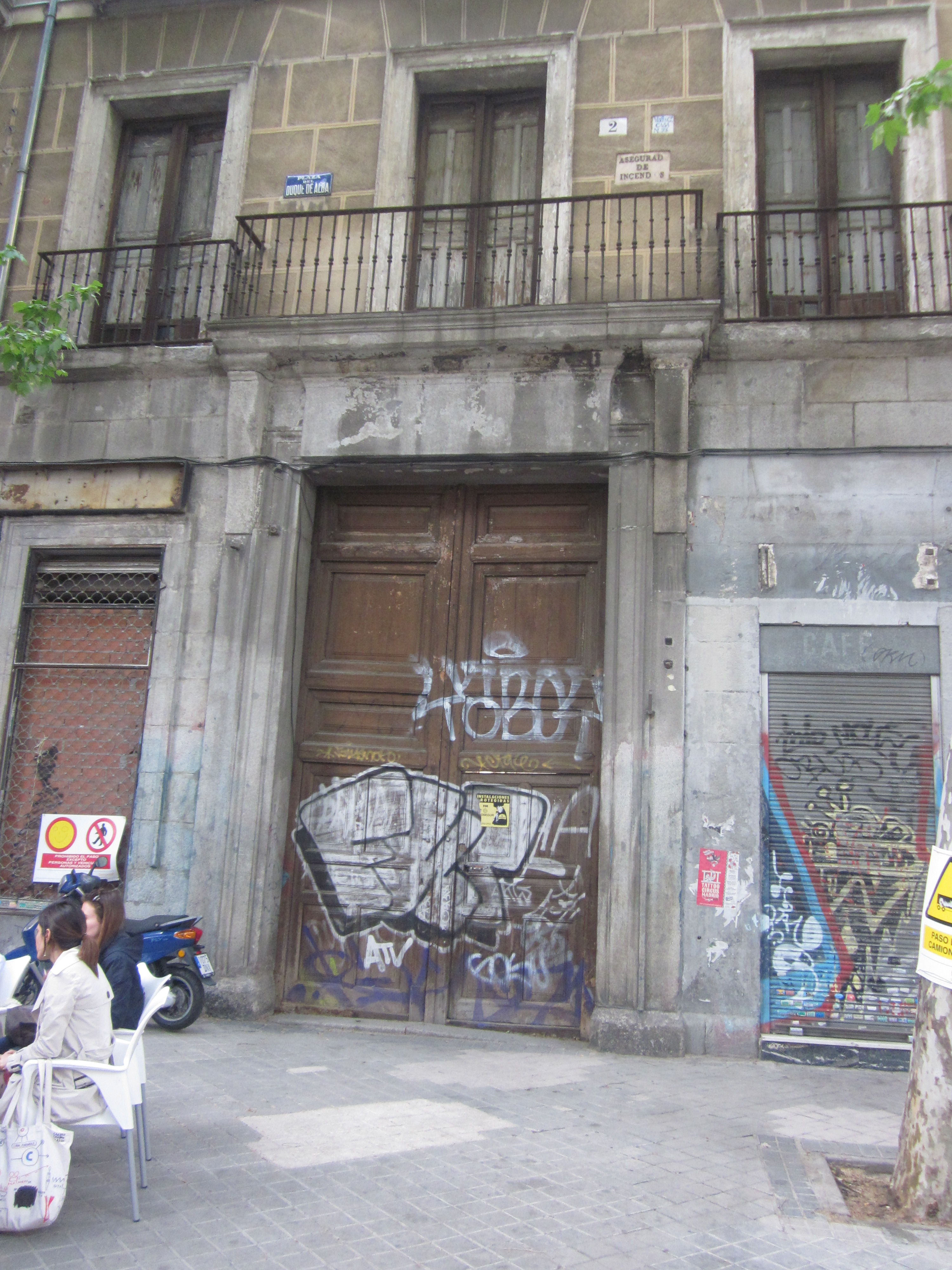
Ușa din față a Palatului abandonat al Ducesei de Sueca din Madrid, prezentată în serie ca fațada secretă a sediului ministerului.

Pe vremea regilor catolici, un evreu, sperând să scape de focul Inchiziției, a dezvăluit secretul „ușilor timpului” care permit călătoria în timp. De atunci, a existat o agenție guvernamentală secretă în Spania, care protejează timpul de încercările de a schimba istoria care ar putea dăuna Spaniei.
Ministerul Timpului este secretul cel mai bine păstrat și cel mai bine păzit al guvernului spaniol: o instituție guvernamentală autonomă care raportează direct primului ministru și monarhului spaniol. Patrulele sale păzesc ușile timpului, astfel încât niciun intrus din alte epoci să nu poată schimba istoria în beneficiul lor.
Această instituție funcționează ca o structură guvernamentală normală: în timpul liber, angajații săi (care trăiesc în perioade complet diferite) se plâng în conversațiile din cafenea despre salarii mici, își fac planuri de vacanță...
Sezonul I urmărește misiunile celei mai noi patrule a Ministerului: cea formată din soldatul Armatei Flandrei Alonso de Entrerríos, studenta din secolul al XIX-lea Amelia Folch și paramedicul SAMUR din secolul al XXI-lea Julián Martínez. Alonso de Entrerios a fost un soldat flamand, condamnat la moarte în 1569 și salvat de angajații ministerului. Amelia Folk a devenit prima studentă universitară din istoria Spaniei. Din momentul primei întâlniri, cei trei trebuie să rezolve de urgență problemele cu care se confruntă ministerul, în ciuda faptului că abia au aflat de existența acestuia.

## Personaje și roluri

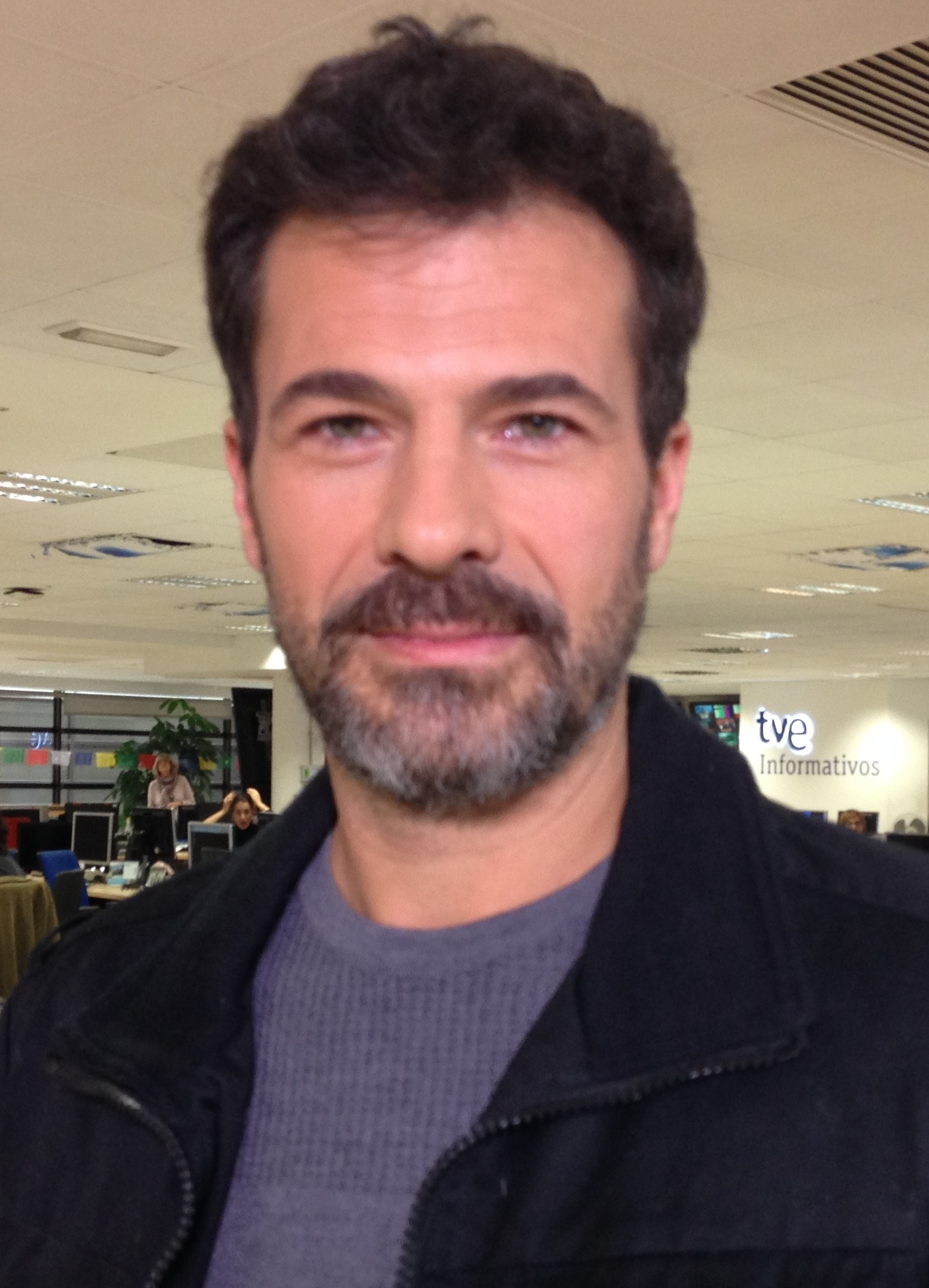
Rodolfo Sancho în 2016

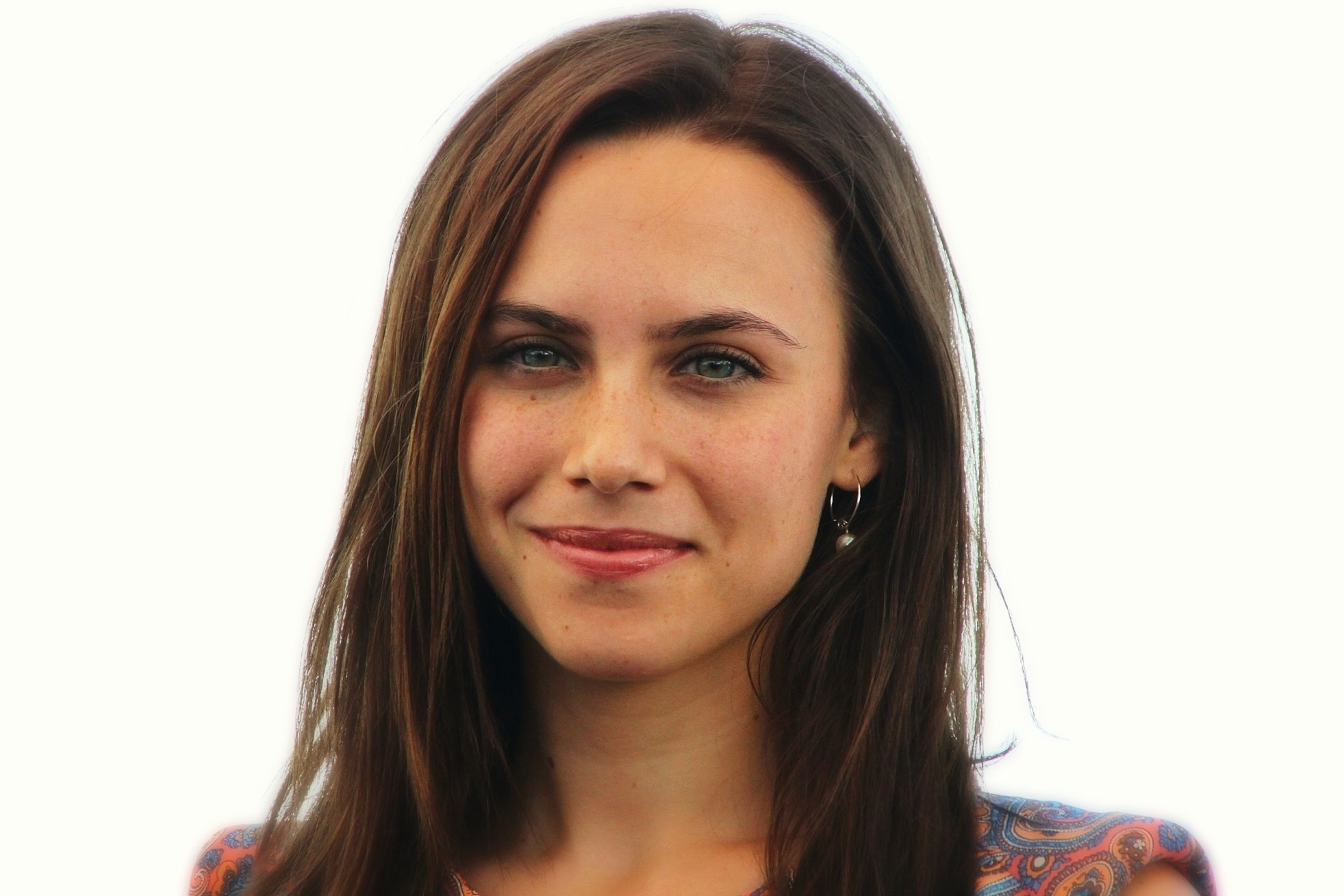
Aura Garrido

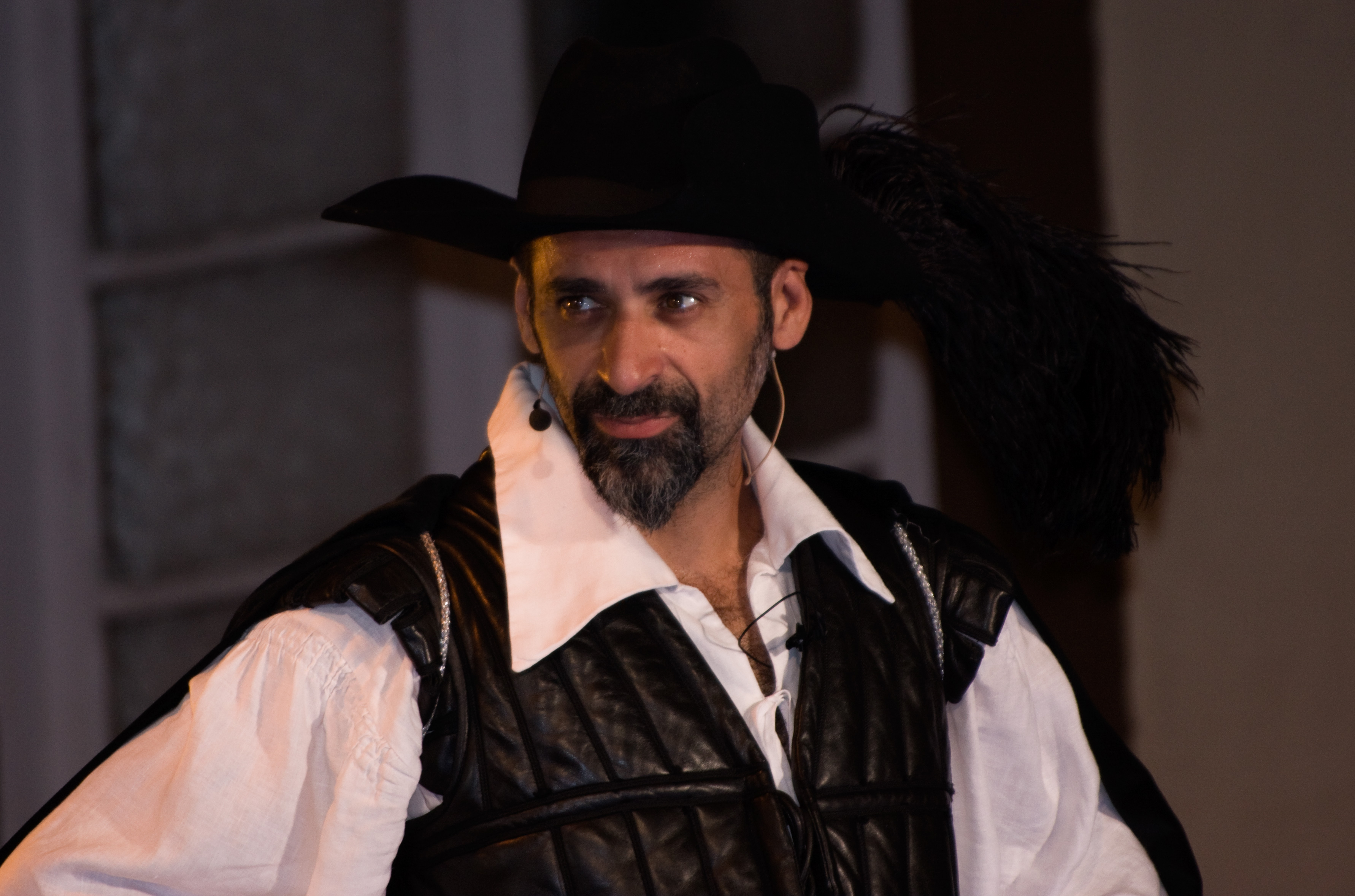
Nacho Fresneda

- Julián Martínez (Rodolfo Sancho), unul dintre cei trei membri ai noii patrule. Este un paramedic SAMUR instruit din Madridul secolului 21, prezent ca membru al patrulei în sezonul 1 și în a doua jumătate a sezonului 2. Absența sa în prima jumătate a sezonului 2 s-a datorat filmării la Mar de plástico,[12] și a părăsit seria la sfârșitul sezonului respectiv, după ce nu a reușit să ajungă la un acord cu producătorii emisiunii.[12] Cu toate acestea, în noiembrie 2019 s-a confirmat că se va întoarce pentru sezonul 4.[13]
- Amelia Folch (Aura Garrido), liderul patrulei. Este o studentă universitară de la sfârșitul secolului al XIX-lea și unicul copil dintr-o familie de clasă superioară din Barcelona, care încă trăiește cu părinții ei. Garrido a părăsit seria la jumătatea sezonului al treilea, invocând conflicte de programare după ce ea, ca și Sancho, a semnat alte proiecte din cauza incertitudinii de reînnoire. A plecat în condiții amiabile și a fost deschisă la ideea de a reveni în viitor. În noiembrie 2019, revenirea ei în sezonul 4 a fost confirmată.[13]
- Alonso de Entrerríos (Nacho Fresneda), unul dintre cei trei membri ai patrulei. Un soldat cu experiență din secolul al XVI-lea din Sevilla, este descris ca un expert în luptă. El a fost recrutat chiar înainte de a fi executat și acum trăiește îne secolul XXI.
- Irene Larra Girón (Cayetana Guillén Cuervo), șefa departamentului de logistică din cadrul ministerului. O lesbiană din anii 1960 reprimați, personajul ei este folosit pentru a exprima un punct de vedere mai puțin rigid în cadrul ministerului.
- Ernesto Jiménez (Juan Gea⁠(es)[traduceți]), director operațional în cadrul ministerului. Recrutat din secolul al XV-lea, este extrem de incoruptibil și perfecționist. În al patrulea episod din sezonul 1 se dezvăluie că el este tatăl lui Tomas de Torquemada, primul Marele inchizitor al Inchiziției spaniole.
- Subsecretarul de stat Salvador Martí (Jaime Blanch), șeful ministerului. Prioritatea sa majoră (și a ministerului) este protejarea și repararea istoriei.
- Angustias Vázquez (Francesca Piñón), secretara personală a lui Salvador și văduva unui agent al ministerului.
- Jesús Méndez Pontón (Hugo Silva), AKA "Pacino", este cel care îl înlocuiește pe Julián în sezonul 2 și 3. Este un frumos ofițer de poliție din Madrid din 1981, poreclit „Pacino” datorită asemănării sale cu actorul Al Pacino, pe care îl admiră.
- Lola Mendieta (Natalia Millán): Fost agent al ministerului despre care se credea că a murit într-o misiune. Ea a furnizat informații despre ușile clandestine ale timpului unui număr de oameni. Sinele ei mai tânăr (interpretat de Macarena García) este recrutat de minister, în cele din urmă alăturându-se patrulei. Ea este primul și singurul agent care a fost recrutat vreodată de două ori.

| Actor                   | Personaj                                        | Sezonul       | Sezonul                     | Sezonul               | Sezonul                                |
| Actor                   | Personaj                                        | 1             | 2                           | 3                     | 4                                      |
| ----------------------- | ----------------------------------------------- | ------------- | --------------------------- | --------------------- | -------------------------------------- |
| Rodolfo Sancho          | Julián Martínez                                 | Rol principal | Principal (2x01, 2x07-2x13) |                       | Principal (4x01, 4x03-4x05, 4x07-4x08) |
| Aura Garrido            | Amelia Folch                                    | Principal     | Principal                   | Principal (3x01-3x06) | Episodic (4x03)                        |
| Nacho Fresneda          | Alonso de Entrerríos                            | Principal     | Principal                   | Principal             | Principal (4x01-4x03, 4x05-4x08)       |
| Cayetana Guillén Cuervo | Irene Larra Girón                               | Principal     | Principal                   | Principal             | Principal                              |
| Juan Gea                | Ernesto Jiménez / Pedro Fernández de Torquemada | Principal     | Principal                   | Principal             | Principal                              |
| Jaime Blanch            | Salvador Martí                                  | Principal     | Principal                   | Principal             | Principal                              |
| Francesca Piñón         | Angustias Vázquez                               | Principal     | Principal                   | Principal             | Principal                              |
| Hugo Silva              | Jesús Méndez Pontón "Pacino"                    |               | Principal (2x02-2x08)       | Principal             | Principal                              |
| Macarena García         | Lola Mendieta (young)"                          |               |                             | Principal (3x02-3x13) | Principal (4x01-4x02, 4x04-4x05)       |
| Natalia Millán          | Lola Mendieta                                   | Recurent      | Recurent                    | Recurent              |                                        |
| Julián Villagrán        | Diego Velázquez                                 | Recurent      | Recurent                    | Recurent              | Recurent                               |
| Susana Córdoba          | Blanca/Elena Castillo                           | Recurent      | Recurent                    | Recurent              | Recurent                               |
| Mar Ulldemolins         | Maite                                           | Recurent      | Episodic                    |                       | Episodic                               |
| Mar Saura               | Susana Torres                                   | Episodic      | Recurent                    |                       |                                        |
| Luisa Gavasa            | Lucía                                           |               |                             | Recurent              |                                        |
| Ramón Langa             | Ambrosio Spínola                                | Episodic      | Episodic                    |                       |                                        |
| Víctor Clavijo          | Lope de Vega                                    | Episodic      | Episodic                    | Episodic              |                                        |
| Ángel Ruiz              | Federico García Lorca                           | Episodic      |                             |                       | Recurent                               |
| Miko Jarry              | Adolf Hitler                                    | Episodic      |                             | Episodic              |                                        |
| Pere Ponce              | Miguel de Cervantes                             |               | Episodic                    | Episodic              |                                        |
| Belén Fabra             | Marta Cascajosa                                 |               |                             | Recurent              |                                        |
| Luis Iglesia            | Bosco de Sobrecasa                              |               |                             | Recurent              |                                        |
| Marcel Borrás           | Carlos Munuera Mateu                            |               |                             |                       | Recurent                               |
| Daniel Pérez Prada      | Juan Salcedo                                    |               |                             |                       | Recurent                               |
| Rachel Lascar           | Mary Tudor                                      |               |                             |                       | Episodic                               |
| Julius Cotter           | Sir Henry Bedingfield                           |               |                             |                       | Episodic                               |

## Episoade

### Sezonul 1
| Total | # | Titlu                                                  | Regia           | Premiera TV       | Spectatori (în milioane) |
| 1 | 1 | „El tiempo es el que es (Timpul este ceea ce este)”    | Marc Vigil      | 24 februarie 2015 | 2.98                     |
| Julián Martínez este un paramedic S.A.M.U.R. deprimat de moartea soției sale. În timpul unui incendiu, Julián găsește doi bărbați îmbrăcați ca în zilele lui Napoleon I. După convalescență, el este recrutat de Ministerul Timpului, alături de studenta din secolul al XIX-lea Amelia Folch și soldatul din secolul al XVI-lea Alonso de Entrerríos, pentru a călători în 1808 pentru a-i opri pe francezi să-l ucidă pe căpitanul de gherilă Juan Martín Díez. |   |                                                        |                 |                   |                          |
| 2 | 2 | „Tiempo de Gloria (Timpul gloriei)”                    | Abigail Schaaff | 2 martie 2015     | 2.65                     |
| Gil Pérez, prestigios agent al ministerului în timpul domniei lui Filip al II-lea, află că scriitorul Lope de Vega, înrolat în Invincibila Armada, nu este pe lista marinarilor de pe San Juan, una dintre puținele nave care s-au întors din Anglia, așa cum s-a întâmplat. În schimb, el se află pe San Esteban, unde cel mai probabil își va găsi moartea. Julián, Amelia și Alonso se vor duce la Lisabona în anul 1588 pentru a se asigura că Lope se îmbarcă pe nava potrivită |   |                                                        |                 |                   |                          |
| 3 | 3 | „Cómo se reescribe el tiempo (Cum se rescrie timpul?)” | Marc Vigil      | 9 martie 2015     | 2.65                     |
| Obiectivul principal al ministerului este de a împiedica pe oricine să folosească portalurile timpului pentru a schimba prezentul din trecut... Dar acest obiectiv devine esențial atunci când cel care dorește să schimbe istoria este regimul nazist. Heinrich Himmler, informat despre existența unei uși în Mănăstirea Montserrat, călătorește acolo pentru a o folosi, profitând de întâlnirea de la Hendaye dintre Hitler și Franco. Scopul naziștilor nu mai este de a domina lumea, ci de a rescrie istoria. Călătorind la Montserrat, Amelia, Julián și Alonso au sarcina de a evita acest lucru, în timp ce Ernesto și Irene merg la Hendaye, unde Hitler și Franco negociază intrarea Spaniei în cel de-al doilea război mondial. Ceva care ar trebui evitat cu orice preț. |   |                                                        |                 |                   |                          |
| 4 | 4 | „Una negociación a tiempo (O negociere la timp)”       | Jorge Dorado    | 16 martie 2015    | 2.93                     |
| Ministerul Timpului a fost înființat în 1491 de Isabella I a Castiliei după obținerea Cărții Ușilor de la rabinul Abraham Levi în schimbul protecției sale și a familiei sale. Regina a promis că îl va proteja, dar crudul Marele Inchizitor Tomás de Torquemada l-a condamnat la moarte pe rug fără știrea ei. În prezent, avocatul familiei rabinului a găsit documente care dovedesc că regina nu a făcut nimic pentru a-l proteja și solicită Ministerului o compensație foarte mare în schimbul tăcerii sale. Împotriva regulilor ministerului, Julián, Amelia și Alonso sunt trimiși în 1491 pentru a-l salva pe Levi, dar ușa acelui an se află într-o buclă de timp și au doar o zi pentru a-și îndeplini misiunea.                                                           |   |                                                        |                 |                   |                          |
| 5 | 5 | „Cualquier tiempo pasado (În fiecare trecut)”          | Abigail Schaaff | 23 martie 2015    | 2.53                     |
| În 1981, faimoasa pictură a lui Pablo Picasso Guernica s-a întors în Spania de la Museum of Modern Art din New York pentru a celebra restaurarea democrației spaniole. Ministerul află că cineva din acel an încearcă să împiedice revenirea picturii. Salvador îi va trimite pe Julián, Amelia și Alonso în timpul războiului civil când a fost pictată (în 1937) și mai târziu în 1981 pentru a se asigura că pictura va ajunge în Spania. |   |                                                        |                 |                   |                          |
| 6 | 6 | „Tiempo de pícaros (Timpul ticăloșilor)”               | Marc Vigil      | 30 martie 2015    | 2.11                     |
| Un telefon mobil apare într-un sit arheologic din Salamanca unde sunt excavate rămășițe din secolul al XVI-lea. Se dezvăluie că telefonul aparține unui antreprenor din prezent care a fugit în 2013 după ce afacerea sa a fost demascată ca o fraudă. Patrula va călători până în 1520 pentru a-l găsi, cu ajutorul neașteptat al unui tânăr pe nume Lázaro de Tormes, pe care vor trebui să-l salveze după ce va fi arestat și condamnat la moarte. Între timp, Irene îl interogează pe Paul Walcott, capturat de minister și închis în 1053 într-o închisoare din Huesca. |   |                                                        |                 |                   |                          |
| 7 | 7 | „Tiempo de venganza (Timpul răzbunării)”               | Jorge Dorado    | 6 aprilie 2015    | 2.19                     |
| În 1843, Isabella a II-a a Spaniei devine regină la vârsta de 13 ani (cu mama ei Maria Christina asumându-și regența), iar un an mai târziu, ea cere să viziteze Ministerul Timpului. Ceea ce nimeni nu bănuiește este că fostul agent rebel al ministerului Armando Leiva, care a recrutat-o pe Irene în 1960, a evadat din închisoare în Evul Mediu și intenționează să o ucidă pe regină în timpul vizitei la minister. Cu însăși existența ministerului în joc, Ernesto, Amelia și Alonso sunt trimiși să strice planurile acesteia... |   |                                                        |                 |                   |                          |
| 8 | 8 | „La leyenda del tiempo (Legenda timpului)”             | Marc Vigil      | 13 aprilie 2015   | 2.25                     |
| Pe un afiș din 1924 apare un computer tabletă care anunță o reprezentație a dramei Don Juan Tenorio. Julián, Amelia și Alonso se îndreaptă către Residencia de Estudiantes (Reședința studenților) în acel an pentru a-l recupera, unde se întâlnesc cu scriitorul Federico García Lorca, pictorul Salvador Dalí și regizorul Luis Buñuel. Dar în curând descoperă că este o șmecherie planificată de cineva care cunoaște prea bine Ministerul ... și pe ei înșiși, atunci când încep să primească fotografii din viața lor din trecut și viitor. Și atunci patrula începe să se întrebe: de ce să salveze personajele centrale ale istoriei spaniole dacă nu li se permite să-i salveze pe cei dragi lor?                                                                            |   |                                                        |                 |                   |                          |

### Sezonul 2
| Total | #  | Titlu                                                    | Regia               | Premiera TV       | Spectatori (în milioane) |
| 9     | 1  | „Tiempo de leyenda (Time of legend)”                     | Marc Vigil          | 15 februarie 2016 | 2.84                     |
| 10    | 2  | „El tiempo en sus manos (The time on his hands)”         | Marc Vigil          | 22 februarie 2016 | 2.68                     |
| 11    | 3  | „Tiempo de hidalgos (Time of hidalgos)”                  | Abigail Schaaff     | 29 februarie 2016 | 2.67                     |
| 12    | 4  | „El Monasterio del Tiempo (The monastery of time)”       | Jorge Dorado        | 7 martie 2016     | 2.59                     |
| 13    | 5  | „Un virus de otro tiempo (A virus from another time)”    | Abigail Schaaff     | 14 martie 2016    | 2.47                     |
| 14    | 6  | „Tiempo de magia (Time of magic)”                        | Paco Plaza          | 21 martie 2016    | 2.20                     |
| 15    | 7  | „Tiempo de valientes I (Time of the braves - part one)”  | Marc Vigil          | 28 martie 2016    | 2.33                     |
| 16    | 8  | „Tiempo de valientes II (Time of the braves - part two)” | Marc Vigil          | 4 aprilie 2016    | 2.47                     |
| 17    | 9  | „Óleo sobre tiempo (Oil painting over time)”             | Jorge Dorado        | 25 aprilie 2016   | 1.91                     |
| 18    | 10 | „Separadas en el tiempo (Separated by time)”             | Abigail Schaaff     | 2 mai 2016        | 1.75                     |
| 19    | 11 | „Tiempo de lo oculto (Time of the Occult)”               | Javier Ruiz Caldera | 10 mai 2016       | 2.03                     |
| 20    | 12 | „Hasta que el tiempo os separe (Until time do you part)” | Jorge Dorado        | 16 mai 2016       | 2.12                     |
| 21    | 13 | „Cambio de tiempo (Change of time)”                      | Marc Vigil          | 23 mai 2016       | 2.01                     |

### Sezonul 3
| Total | #  | Titlu                                                   | Regia            | Premiera TV        | Spectatori (în milioane) |
| 22    | 1  | „Con el tiempo en los talones (With time on his heels)” | Marc Vigil       | 1 iunie 2017       | 2.04                     |
| 23    | 2  | „Tiempo de espías (Time of spies)”                      | Jorge Dorado     | 8 iunie 2017       | 1.73                     |
| 24    | 3  | „Tiempo de hechizos (Time of witchcraft)”               | Koldo Serra      | 15 iunie 2017      | 1.44                     |
| 25    | 4  | „Tiempo de ilustrados (Time of the Enlightened)”        | Jorge Dorado     | 22 iunie 2017      | 1.55                     |
| 26    | 5  | „Tiempo de esplendor (Time of splendor)”                | Oskar Santos     | 29 iunie 2017      | 1.47                     |
| 27    | 6  | „Tiempo de esclavos (Time of slaves)”                   | Ignasi Tarruella | 6 iulie 2017       | 1.24                     |
| 28    | 7  | „Tiempo de censura (Time of censorship)”                | Abigail Schaaff  | 18 septembrie 2017 | 1.55                     |
| 29    | 8  | „Tiempo de conquista (Time of conquest)”                | Koldo Serra      | 25 septembrie 2017 | 1.57                     |
| 30    | 9  | „El cisma del tiempo (The schism of time)”              | Miguel Alcantud  | 2 octombrie 2017   | 1.40                     |
| 31    | 10 | „Refugiados por el tiempo (Refugees through time)”      | Gabe Ibáñez      | 9 octombrie 2017   | 1.45                     |
| 32    | 11 | „Tiempo de verbena (Time of fair)”                      | Miguel Alcantud  | 16 octombrie 2017  | 1.29                     |
| 33    | 12 | „Contratiempos (Setbacks)”                              | Marcos Castillo  | 25 octombrie 2017  | 0.98                     |
| 34    | 13 | „Entre dos tiempos (Between two times)”                 | Miguel Alcantud  | 1 noiembrie 2017   | 1.08                     |

### Sezonul 4
| Total | # | Titlu                                             | Regia            | Premiera TV   | Spectatori (în milioane) |
| 35    | 1 | „Perdido en el tiempo (Lost in time)”             | Chiqui Carabante | 5 mai 2020    | 1.57                     |
| 36    | 2 | „El laberinto del tiempo (The labyrinth of time)” | Marc Vigil       | 12 mai 2020   | 1.44                     |
| 37    | 3 | „Bloody Mary Hour”                                | Catxo López      | 19 mai 2020   | 1.15                     |
| 38    | 4 | „La memoria del tiempo (The memory of time)”      | Anaïs Pareto     | 26 mai 2020   | 1.27                     |
| 39    | 5 | „Deshaciendo el tiempo (Undoing time)”            | Carles Torrens   | 2 iunie 2020  | 1.29                     |
| 40    | 6 | „El tiempo vuela (Time flies)”                    | Chiqui Carabante | 9 iunie 2020  | 1.25                     |
| 41    | 7 | „Pretérito imperfecto (Past imperfect)”           | Koldo Serra      | 16 iunie 2020 | 1.25                     |
| 42    | 8 | „Días de futuro pasado (Days of future past)”     | Jorge Dorado     | 23 iunie 2020 | 1.15                     |

## Invitați speciali

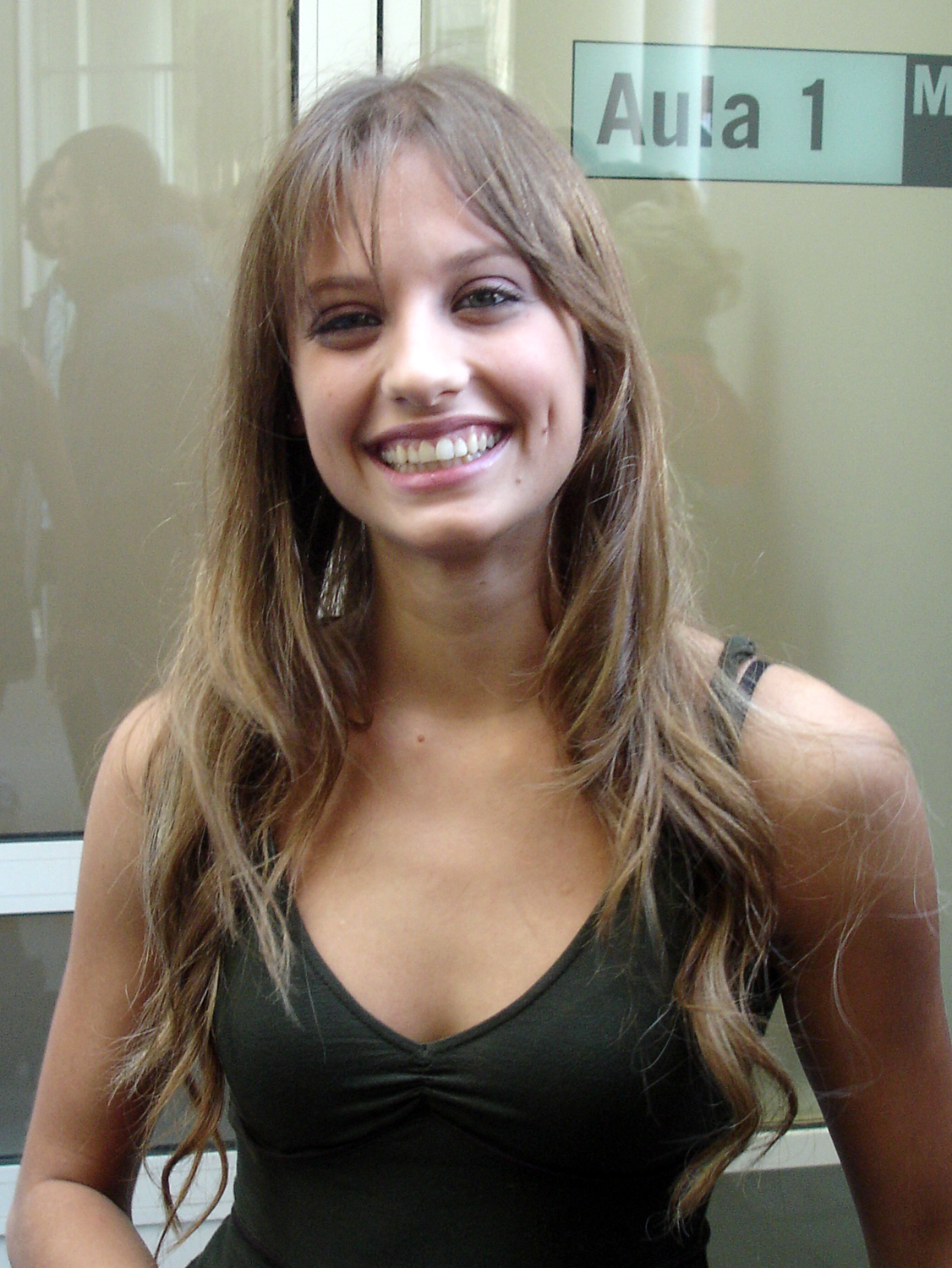
Actrița Michelle Jenner a reprimit rolul Isabelei I a Castiliei în episodul 4; ea joacă rolul titular din serialul Isabel

### Episodul 1
- Hovik Keuchkerian - Juan Martín Díez "El Empecinado"
- Josep Linuesa - Thibaud
- Iván Villanueva - Benito

### Episodul 2
- Víctor Clavijo - Lope de Vega
- Miguel Rellán - Gil Pérez
- Miguel Ángel Somé - Alonso de Entrerríos, Jr.

### Episodul 3
- David Luque - Heinrich Himmler
- Pep Miràs - Francisco Franco
- Miko Jarry - Adolf Hitler
- Frank Feys - Heinrich Müller
- Markus Lambauer - Căpitanul Schweinsteiger
- Pep Sais - Antoni Maria Marcet i Poal, starețul Mănăstirii Montserrat
- Jorge Pobes - Luis Orcajo
- Julio Arrojo - Ángel

### Episodul 4
- Michelle Jenner - Isabela I a Castiliei
- Juan Gea - Tomás de Torquemada
- Eusebio Poncela - Francisco Jiménez de Cisneros
- Paco Obregón - Rabbi Abraham Levi
- Carlos Álvarez-Nóvoa - Don Manuel López Castillejo
- Ben Temple - Aaron Stein
- Aitor Mazo - procurorul Inchiziției

### Episodul 5
- Raúl Pulido - Pablo Picasso
- Roberto Álvarez - tatăl lui Julián
- Vicente Gil - Fernando Jiménez del Oso

### Episodul 6
- Juan Blanco - Lázaro de Tormes
- Alberto Amarilla - Fray Juan
- Francesc Orella - Alberto Díaz Bueno

### Episodul 7
- María Cotiello - Nuria Celaya (Soția lui Irene)
- Carmen Sánchez - Isabela a II-a a Spaniei
- Carmen Gutiérrez - Maria Christina a celor Două Sicilii
- Celine Peña - Infanta Luisa Fernanda
- Manolo Solo - subsecretar de stat Emilio Redón

### Episodul 8
- Ángel Ruiz - Federico García Lorca
- Enrique Alcides - Salvador Dalí
- Jordi Coll - Luis Buñuel
- Antonio Alcalde - Pepín Bello
- Secun de la Rosa - Antonio Lancha
- Iria del Río - Silvia (Nepoata Ameliei)
- Mar del Hoyo - Rosita Díaz Gimeno
- Jordi Hurtado - rolul său

### Episodul 9
- Antonio Velázquez - Rodrigo Díaz de Vivar "El Cid"
- Sergio Peris-Mencheta - Rogelio Buendía / Impostor Cid
- Savitri Ceballos - Jimena Díaz
- Luis G. Gámez - Ramón Menéndez Pidal
- Pablo Scola - Charlton Heston

### Episodul 10
- Andrés Gertrúdix - Francisco Morán
- Santiago Meléndez - tatăl lui Pacino
- Antonio Reyes - tatăl lui Morán
- Ximena Vera - mama lui Morán
- Carmela Lloret și Eva Llorach - două dintre victimele lui Morán

### Episodul 11
- Pere Ponce - Miguel de Cervantes
- Víctor Clavijo (a doua apariție) - Lope de Vega
- Jimmy Shaw - Lord Charles York/Walcott
- Markos Marín - John Bennet
- Miguel Rellán's second appearance - Gil Pérez

### Episodul 12
- Fernando Cayo - Napoleon Bonaparte
- Ismael Martínez - Rodolfo Suárez
- Jordi Martínez - Michel Ney
- Nadia de Santiago - Rosa del Amo
- Selica Torcal - Sor Flora
- Aránzazu Zorate - Sor Paula
- Sonia Almarcha - Sor Antonia

### Episodul 13
- Elena Furiase - Micaela Amaya
- José Luis Torrijo - Doctor Vargas
- José Ramón Iglesias - Germán
- Tania Vilamarín - María Pita
- Joaquín Gómez - Germán's father
- Jaime Zatarain - Ramón de la Vega
- Pepe Zafra - young Velázquez
- Guillermo Vallverdú - Mariano
- Javier Laorden - Pepe
- Juan Carlos Villanueva - Gregorio Marañón
- José Luis Patiño - Francisco Pacheco
- Sergi Méndez - young Alonso de Entrerríos
- Nicole Valle - young Blanca

### Episodul 14
- Miki Esparbé - Joaquín María Argamasilla
- Gary Piquer - Harry Houdini
- Rick Zingale - L. Gromek
- Mari Carmen Sánchez - Josefa
- Miguel Hermoso - J. Edgar Hoover
- Juan Carlos Sánchez - Ramón del Valle-Inclán
- Juan Antonio Quintana - Santiago Ramón y Cajal
- Pedro Miguel Martínez - Joaquín José Javier Argamasilla

### Episoadele 15/16
- Pedro Alonso -  Saturnino Martín Cerezo
- Paco Marin - Rogelio Vigil de Quiñones
- Aitor Merino - Antonio Sanchez Menache
- Jordi Vilches - José Lafarga Abad
- Joan Carles Suau - Miguel
- Borja Maestre - Heredia
- Alberto Jiménez - Enrique de las Morenas y Fossi
- Juan José Ballesta - Vicente González Toca
- Nacho Sánchez - Rafael Ríos
- Andrey Finanta - Alejo
- Vanessa Castro - Maria
- Pastora Vega - Mama lui Pacino
- Mónica Estarreado - Asunción
- Santiago Meléndez - Luis Méndez (Tatăl lui Pacino)

### Episodul 17
- Fernando Conde - Filip al V-lea al Spaniei
- María Álvarez - Elisabeth Farnese
- Algis Arlauskas - Ferguson

### Episodul 18
- Carlos Cuevas - Javier
- Mario Tardón - Dr. Madrigal
- Arnau García - tânărul Salvador Martí
- Alexandra Jiménez - Teresa Méndez / Julia Lozano
- Rosa Vivas - Mama adoptivă a lui Salvador

### Episodul 19
- Roberto Drago - Sebastián Lombardi
- Anna Castillo - Sonia Lombardi
- Joan Carreras - Christopher Columbus

### Episodul 20
- Nancho Novo - Don Fadrique de Villaespesa
- Alba Ribas - Constanza
- Chusa Barbero - Claudia
- Raúl Cimas - Isaac Vila
- Richard Sahagún - Alberto Ortigosa
- Garbiñe Insausti - Natalia Vila
- Maitane San Nicolás - Rocio
- Patrick Criado - Sancho
- Félix Arkarazo - Ernest Hemingway
- Javier Mula - Saavedra
- Pepe Rodríguez - rolul său

### Episodul 21
- Carlos Hipólito - Filip al II-lea al Spaniei
- Carlos Kaniowsky  Mateo Vázquez de Leca
- Víctor Duplá - Agustín Argüelles
- Jon Ariño - De las Cuevas
- Carlos Cuevas - Javier
- Maitane San Nicolás - Rocio
- Marta Nieto - Isabella of Portugal
- Jordi Hurtado - rolul său

### Episodul 22
- José Ángel Egido - Alfred Hitchcock
- Pierre Kiwitt - Petrov
- Óscar de la Fuente - Francisco Morales
- Julia Fossi - Alma Reville

### Episodul 23
- José Manuel Poga - William Martin
- Antonio Dechent - Mr. Naylor
- Cuca Escribano - Mrs. Naylor
- Christian Stamm - Sgt. Sommer
- Mark Schardan - Ewen Montagu
- Mikel Tello - Azcárate
- Miko Jarry (a doua apariție) - Adolf Hitler

## Proces împotriva serialuluiTimeless
La 27 septembrie 2016, Onza Partners a înaintat un proces la CDCA împotriva Sony Pictures, NBC Universal și a producătorilor executivi Shawn Ryan, Eric Kripke și John Davis pentru încălcarea drepturilor de autor și încălcarea contractului implicit, susținând că serialul TV american Timeless (Dincolo de timp) este o copie a El Ministerio del Tiempo.
Pârâții s-au apărat în procesul din 23 noiembrie 2016, susținând că emisiunile despre călătoriile în timp sunt un gen de televiziune consacrat și că asemănările dintre cele două emisiuni sunt generice, și în mare parte sunt bazate pe ideea că personajele principale vor călători în timp pentru a efectua un fel de schimbare. O cerere de respingere a procesului Onza Partners de către Sony a fost respinsă la 15 februarie 2017, dar cele două părți au ajuns în cele din urmă la un acord.